# La-Z-Boy

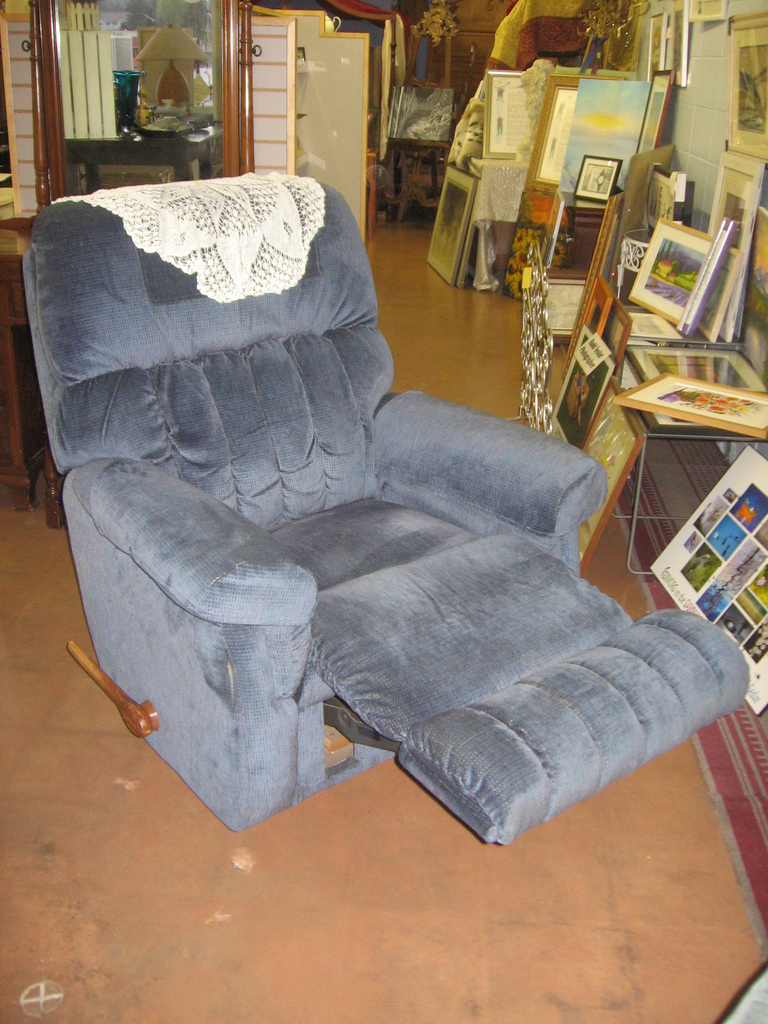
La-Z-Boy mit ausgeklappter Fußstütze

La-Z-Boy (gesprochen lazy boy) ist ein US-amerikanischer Polstermöbel-Hersteller aus Monroe in Michigan. Möbel von La-Z-Boy werden unter Lizenz in vielen Ländern hergestellt. Das Unternehmen verkauft seine Produkte in den USA über eine eigene Ladenkette.

## Geschichte
Eine typische Erscheinung in Wohnräumen amerikanischer Häuser ist der Recliner (engl. für „Lehnsessel“), ein meist einzeln stehender Sessel, dessen Rückenlehne zurückgelegt werden kann, während unten gleichzeitig eine Fußstütze ausklappt. Recliner haben gelegentlich einen integrierten Getränkehalter und sind in den Vereinigten Staaten vor allem als Fernsehsessel beliebt.
Dieser Sessel wurde 1928 erfunden und 1931 von La-Z-Boy patentiert.